# Manfred Markl
Manfred Markl, genannt Fred Markl ist ein ehemaliger deutscher Skeletonfahrer.
Manfred Markl war ein erfolgreicher deutscher Skeletonsportler gegen Ende der 1980er und dem Beginn der 1990er Jahre. 1988 und 1989 gewann er die Deutsche Meisterschaft und wurde 1990 sowie 1993 Drittplatzierter. International wurde er im Skeleton-Weltcup eingesetzt. Hier war ein sechster Platz im Januar 1992 in St. Moritz sein bestes Ergebnis. Zwischen 1989 und 1993 nahm er fünfmal in Folge an Skeleton-Weltmeisterschaften teil. Seine beste Platzierung erreichte er 1989 in Sankt Moritz als Fünftplatzierter.